# Andrea Corsini
För andra betydelser, se Andrea Corsini (olika betydelser).
Andrea Corsini, född 30 november 1302 i Florens, död 6 januari 1374 i Fiesole, var en italiensk romersk-katolsk biskop och karmelit. Han vördas som helgon inom Romersk-katolska kyrkan, med minnesdag den 4 februari. Som tonåring förde Corsini ett utsvävande liv, innan han beslutade sig för att inträda i karmelitorden och bli präst. År 1349 utsågs han till biskop av Fiesole och ägnade mycken tid åt välgörenhetsarbete bland de fattiga.

## Bilder
| - Den helige Andrea Corsinis sarkofag i kyrkan Santa Maria del Carmine i Florens. |

### Webbkällor
- ”St. Andrew Corsini”. Catholic Encyclopedia. New Advent. http://www.newadvent.org/cathen/01472d.htm. Läst 7 maj 2019.
- ”Sant'Andrea Corsini, vescovo”. Santi e Beati. http://www.santiebeati.it/Detailed/31350.html. Läst 7 maj 2019.